# Zilvergelatinedruk
Zilvergelatinedruk of gelatine zilverdruk is het fotografische proces dat het begin van de moderne fotografie inluidde. 
Het is een proces dat werd uitgevonden in de jaren 1880 waarbij een emulsie van lichtgevoelige zilverzouten zoals zilverbromide gecombineerd wordt met gelatine. De gelatine werkt hier als bindmiddel, terwijl het zilver het materiaal is dat het binnenvallend licht omzet in een beeld. Zilvergelatinedruk levert steeds een zwart-witfoto op, of een monochrome afdruk. Aanvankelijk toegepast in het droge-platenproces, werd het later op papier aangebracht. 
De techniek werd begin 20e eeuw de opvolger van de albuminedruk, die het hoogtepunt van populariteit had beleefd rond 1880-1890. 
Ondersoorten zijn daglichtgelatinezilverdruk en ontwikkelgelatinezilverdruk. Het Rijksmuseum Amsterdam bezit grote aantallen voorbeelden van deze vroege fotografische technieken.

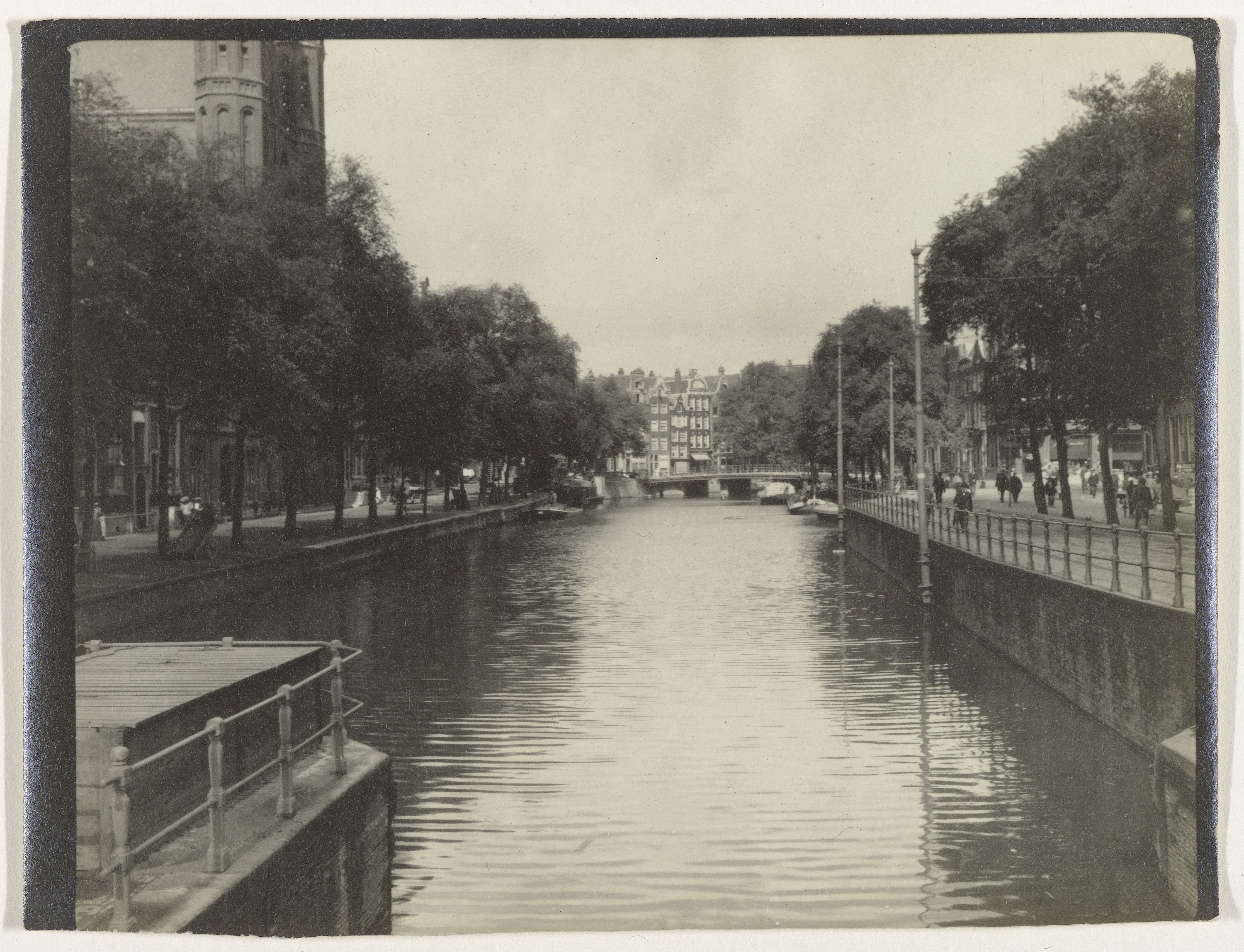
Het Singel in Amsterdam, anoniem, ca. 1900, ontwikkelgelatinezilverdruk
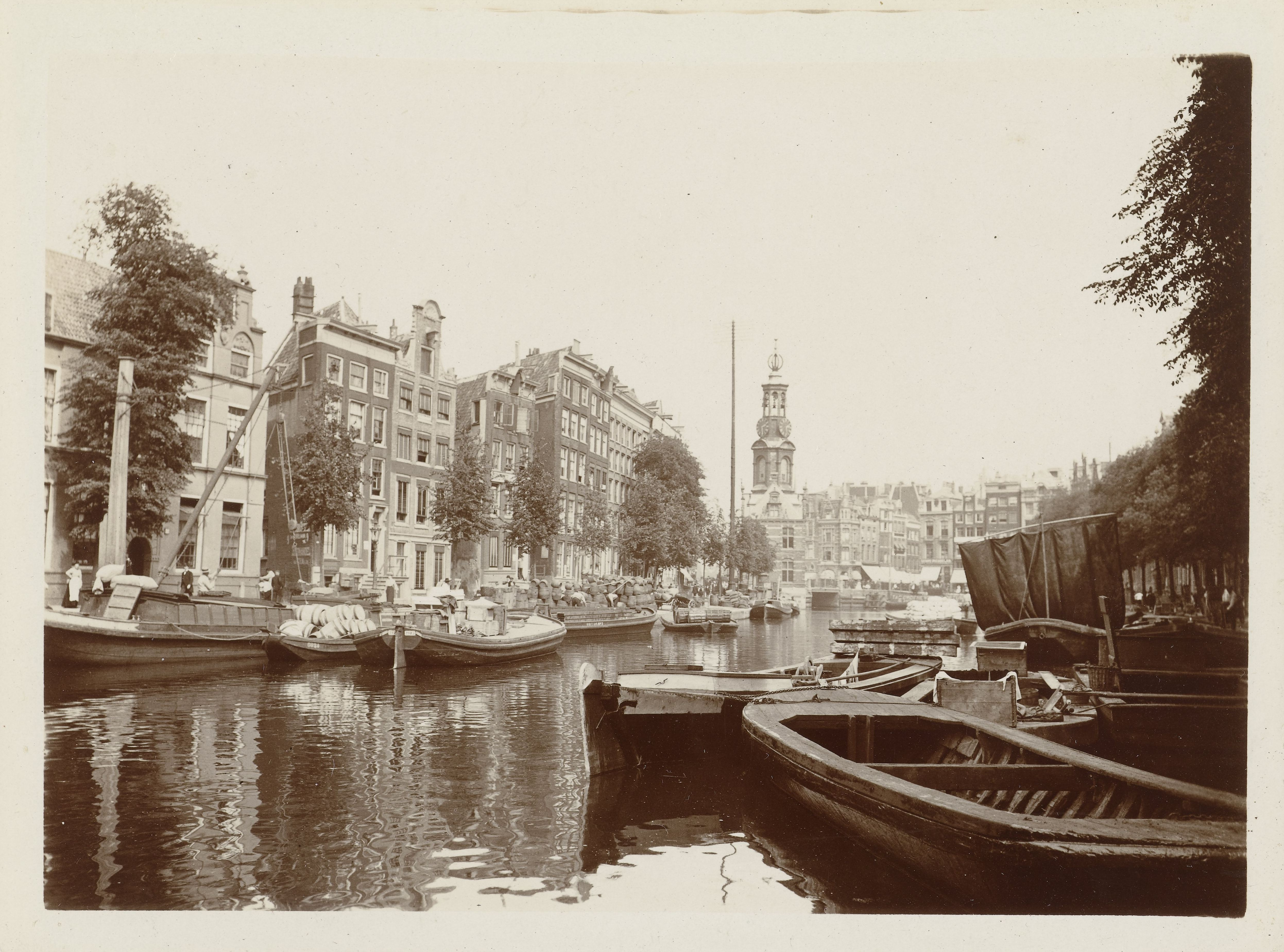
Het Singel, 1904, James Higson, daglichtgelatinezilverdruk